# Wojskowe więzienie Wehrmachtu w Torgau
Wojskowe więzienie Wehrmachtu w Torgau – właściwie zespół więzień, składający się z bardziej znanego „Fort Zina” i mniej znanego „Brückenkopf”. Wojskowa jednostka penitencjarna Wehrmachtu w Torgau, która funkcjonowała w latach 1936–1945. Po wojnie w związku z przydzieleniem miasta do radzieckiej strefy okupacyjnej istniejące zakłady karne przejęła i wykorzystywała NKWD, a później NRD.

## Historia
Twierdza „Fort Zina” od połowy XIX w. była wykorzystywana do celów więziennych przez armię pruską. W okresie istnienia Republiki Weimarskiej po likwidacji wojskowego wymiaru sprawiedliwości twierdzę do celów penitencjarnych wykorzystywał cywilny wymiar sprawiedliwości. W 1936 r. wraz z rozwojem armii rozbudowano także więzienie tak, że stało się jednym z najnowocześniejszych zakładów karnych Wehrmachtu. Od 1941 w jednostce tej przetrzymywano również czasowo więźniów skierowanych do karnych batalionów.
W latach 1939–1945 Sąd Wojenny Wehrmachtu wydał około 1400 wyroków śmierci, z czego około 1200 zostało wykonanych. W twierdzy Torgau stracono co najmniej 197 żołnierzy Wehrmachtu. Wyroki śmierci wykonywano również w innych miejscach straceń. Wśród ofiar byli więźniowie odmawiający służby wojskowej ze względu na sumienie (zwłaszcza Świadkowie Jehowy), członkowie organizacji oporu „Rote Kapelle”, francuscy i polscy bojownicy ruchu oporu, amerykańscy jeńcy wojenni oraz niemieccy generałowie.
W ramach „Fort Zina” funkcjonowały też dwa tymczasowe obiekty  więzienne  „Feldstraflager I“ i „Feldstraflager II“.
Więzienia w Torgau zostały zajęte-wyzwolone pod koniec kwietnia 1945 r. przez 69 DP USA.
W okresie II wojny  przez to więzienie przeszło wielu Polaków wysłanych do batalionów karnych czy straconych. Związane było to z przymusowym włączeniem  części przedwojennych ziem II RP do III Rzeszy tj. Górny Śląsk, Wielkopolskę i Pomorze-Województwo pomorskie. Spowodowało to, że wielu przedwojennych polskich obywateli z tych terenów często nawet pomimo walki w 1939 r. w szeregach WP przeciwko Wehrmachtowi  później otrzymywało  powołanie do Wehrmachtu. Często też podpisanie Volkslisty w celu zapewnienia bezpieczeństwa rodzinie i otrzymaniu tzw. III grupy powodowało wcielenie do Wehrmachtu.